# Ossago Lodigiano
Ossago Lodigiano é uma comuna italiana da região da Lombardia, província de Lodi, com cerca de 1.224 habitantes. Estende-se por uma área de 11 km², tendo uma densidade populacional de 111 hab/km².
Faz fronteira com Cavenago d'Adda, San Martino in Strada, Massalengo, Mairago, Villanova del Sillaro, Brembio, Borghetto Lodigiano.

## Demografia
| Variação demográfica do município entre 1861 e 2011                               |
|                                                                                   |
| Fonte: Istituto Nazionale di Statistica (ISTAT) - Elaboração gráfica da Wikipedia |